# Tramway d'Abou Dabi
 (novembre 2022).
Le tramway d'Abou Dabi est un projet de tramway qui doit être construit à ville d'Abou Dabi aux Émirats arabes unis.

## Caractéristiques
Le réseau doit comporter trois lignes pour un total de 340 kilomètres desservant l'île d'Al Reem, le quartier financier d'Al Sowwah, Khalifa et la plage d'Al Raha.

### Travaux
Un premier tronçon de 30 kilomètres a été confié à un consortium espagnol – les sociétés d’ingénierie Sener et Typsa, alliées aux chemins de fer valenciens (FGV). L'inauguration de cette première phase est initialement prévue pour 2014 mais repoussée depuis.
Aucune date précise n'a été donnée, mais le tramway est mentionné dans le document officiel du gouvernement communicant autour de la vision économique du pays pour 2030.

### Coût
Le coût de construction des travaux est estimé à 5 milliards de dollars américains.